# Anthurium gustavii
Anthurium gustavii är en kallaväxtart som beskrevs av Eduard August von Regel. Anthurium gustavii ingår i släktet Anthurium och familjen kallaväxter. Inga underarter finns listade.